# Lancia Rally 037
La Rally 037 est une voiture de compétition spécialement conçue pour être engagée en rallyes. Fabriquée par le constructeur italien Lancia dans les années 1980 pour être engagée par la Scuderia Lancia en Championnat du monde des rallyes, un modèle de série, stradale, basé sur la version de rallye, a été construit à 200 exemplaires, pour répondre aux exigences de la catégorie Groupe B.

## Version course
Chronologie des modèles (1982-1983-1984-1985-1986)

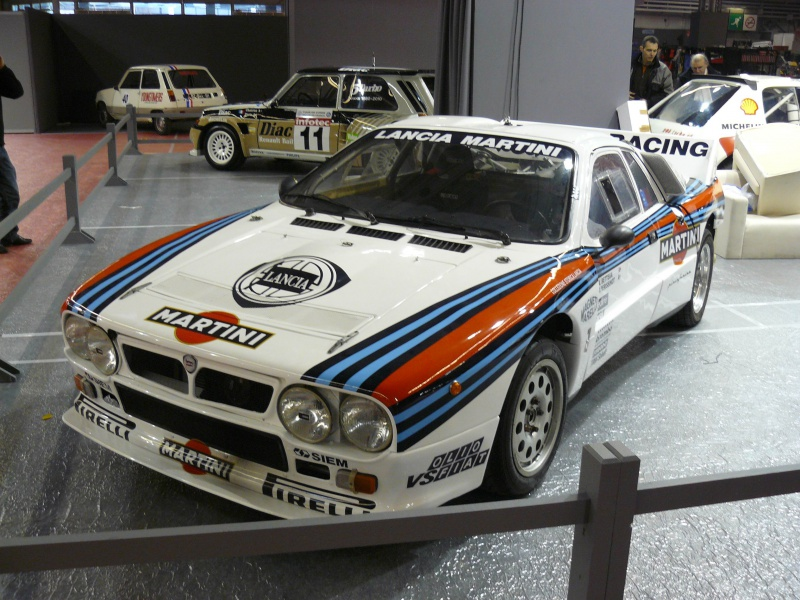
Lancia Rally 037 de 1985

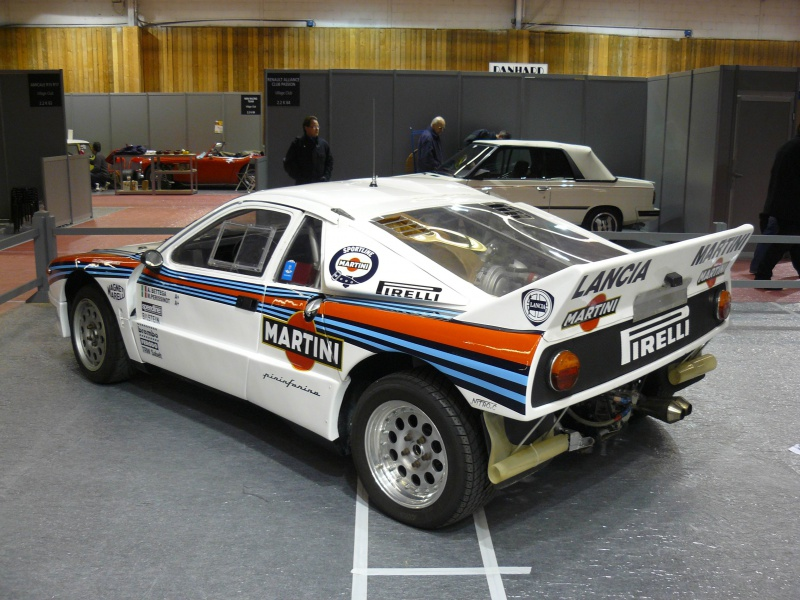
Lancia Rally 037 de 1985

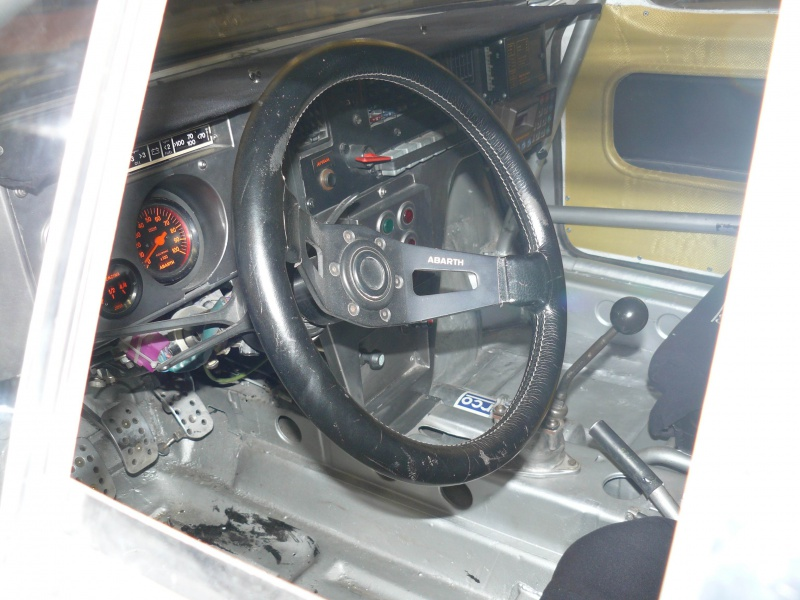
Poste de pilotage d'une Rally 037 de 1985

Lancia Stratos Lancia Delta S4

### Genèse

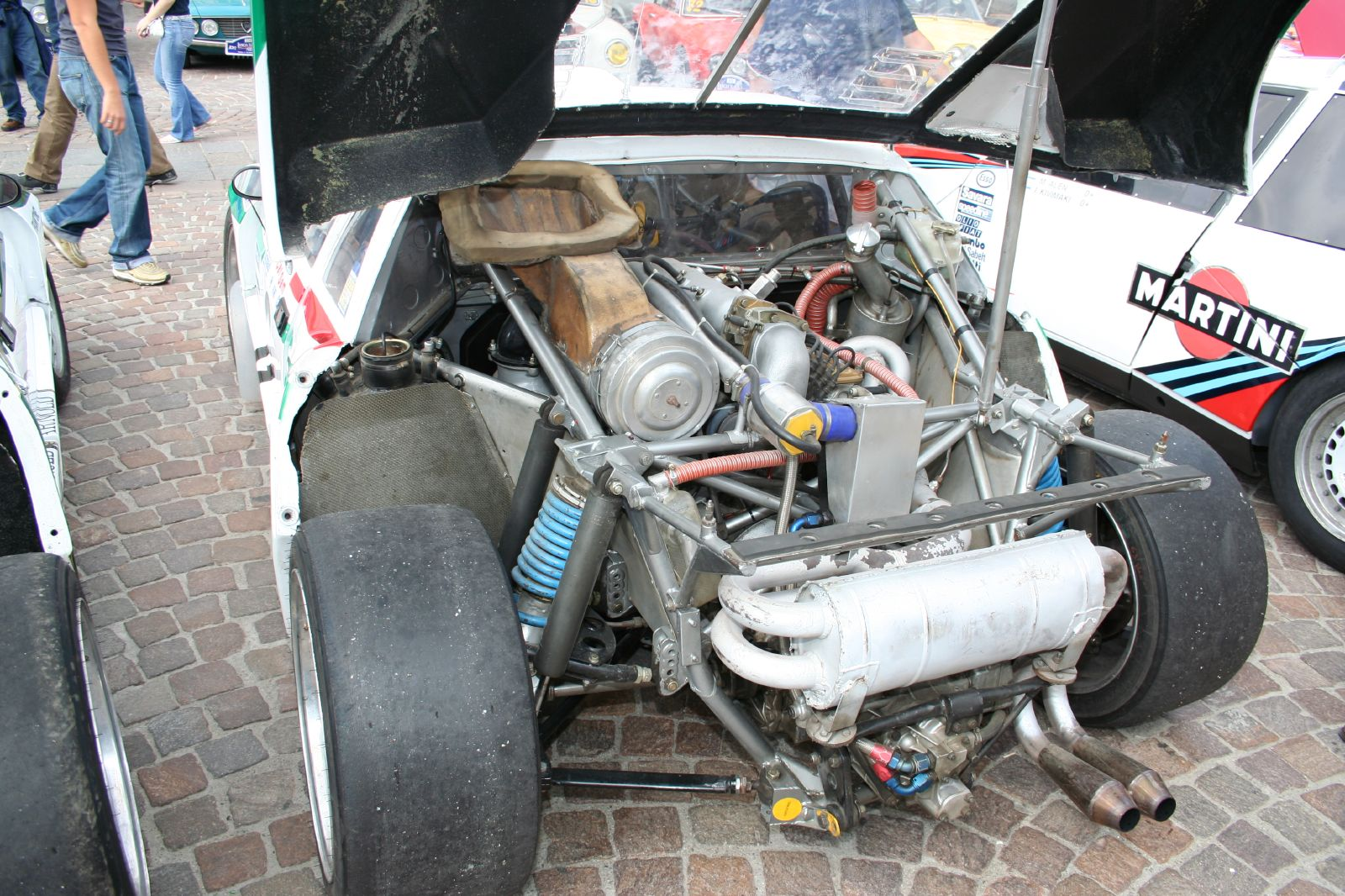
Vue arrière de la Lancia 037 à moteur longitudinal

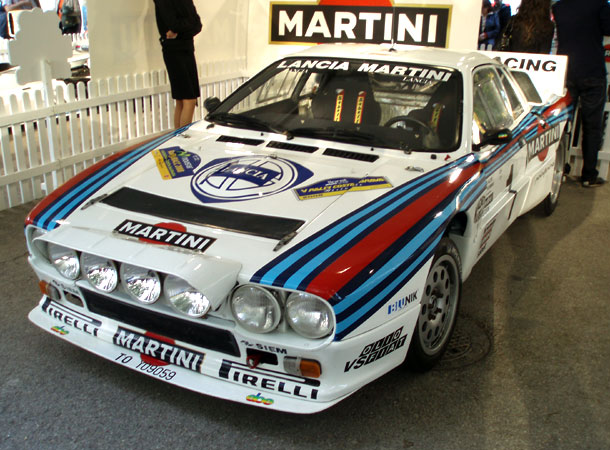
Lancia 037 en spécifications nocturnes.

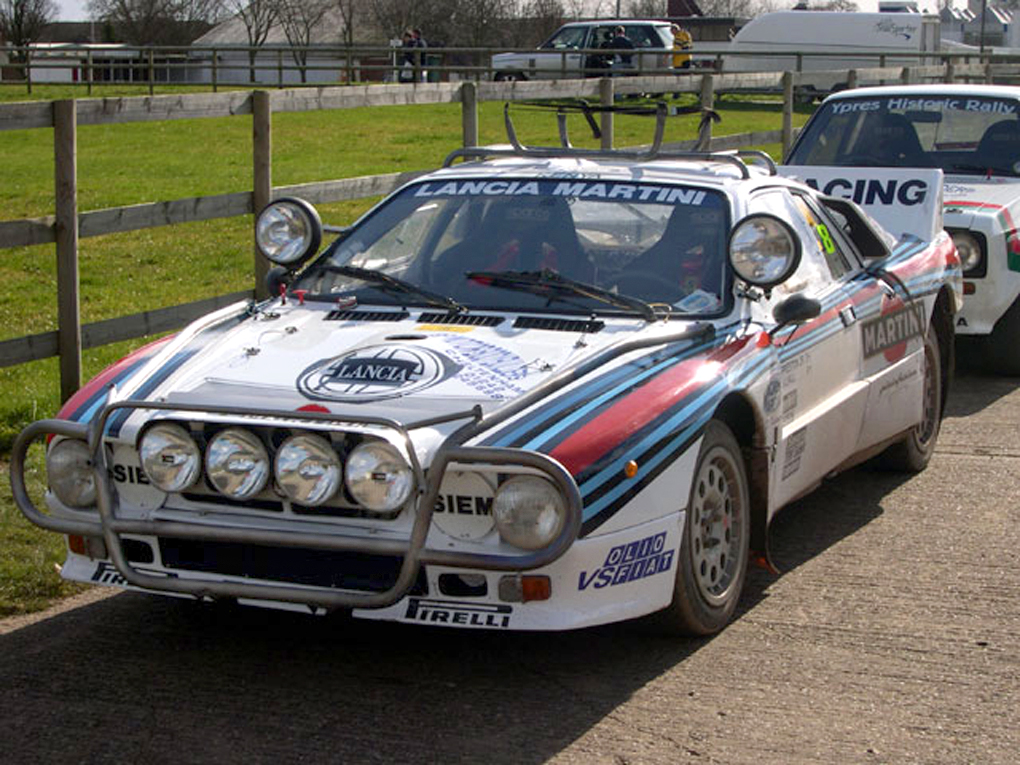
..ici orientables de l'habitacle.

Descendante directe des Montecarlo Gr5 championne du monde en 1979, 1980 et 1981, la Lancia Rally projet 037 (également dénommée Rally ou encore Rally 037) est dévoilée fin octobre 1981, son géniteur est l'ingénieur Sergio Limone. Cette version est un prototype destinée à l'homologation de la Lancia 037 en FIA Groupe B du championnat du monde des rallyes. Le GrB est assez permissif et convient tout à fait à la conception de Lancia quant à la compétition automobile. Cette catégorie autorise la transmission à quatre roues motrices (en rallye), l'utilisation de matériaux technologiques (kevlar, vitres plastiques) et autorise une évolution technique majeure en cours d'année. De plus, seuls deux cents exemplaires stradale sont nécessaires pour obtenir l'homologation en course et il ne faut produire que vingt nouveaux modèles pour homologuer son évolution.
Cesare Fiorio opte pour la réalisation d'une propulsion deux places et fait porter les efforts sur une recherche maximale de légèreté et d'accessibilité aux organes mécaniques. Il s'oppose en cela à Audi qui, avec la quattro, privilégie la transmission intégrale et s'engage avec des voitures dérivées du modèle de grande série alors que la Lancia 037 est conçue d'emblée comme une voiture de compétition.
Fiorio fait réaliser deux cents 037 stradale pour décrocher l'homologation qui diffèrent complètement de la Montecarlo de route : si le moteur est toujours un quatre cylindres à double arbre à cames dérivé de la Fiat 131 Abarth, il est installé en position longitudinale pour simplifier le travail des mécaniciens lors des assistances. Il est suralimenté par un compresseur et développe 265 chevaux dans sa première version à carburateur double corps Weber. Ce compresseur volumétrique, bien qu'il fournisse une puissance inférieure à un turbocompresseur, permet de délivrer sa puissance de manière plus régulière, à tous les régimes, sans temps de réponse et des essais comparatifs avec les Beta Montecarlo Gr5 turbocompressées valident ce choix. La cylindrée est de 1 995 cm3 mais, après équivalence théorique puisque le moteur est suralimenté, correspond à un moteur de 2 793 cm3.
Dessinée chez Pininfarina, la 037 est extrêmement basse et reçoit de nombreux appendices aérodynamiques comme un volumineux aileron et deux bossages de toit pour permettre le port du casque. Aucune concession n'est faite à l'esthétisme (contrairement à Audi, Lancia ne cherche pas à faire ressembler le modèle de compétition au modèle routier) car la recherche d'efficacité est maximale : la cellule centrale est une structure monocoque en aluminium prolongée par deux faux châssis tubulaires qui supportent les suspensions à l'avant et le moteur et la transmission à l'arrière. La carrosserie est en polyester et entièrement démontable pour faciliter le travail des mécaniciens de course. Finalement, la 037 développe 320 chevaux pour moins de 800 kg.

### Débuts en course en 1982
Si elle fait ses débuts en avril 1982 en championnat d'Europe, en Sardaigne, au Rallye Costa Smeralda, sa première confrontation internationale a lieu à l'occasion de l'édition 1982 du Tour de Corse, cinquième épreuve du championnat du monde. Deux voitures sont confiées à Markku Alén et Attilio Bettega : Alén termine neuvième tandis que Bettega est victime d'une violente sortie de route qui met en évidence sa fragilité. Cet accident conduit à la réalisation d'une évolution à portes en kevlar qui apparaît au rallye de Madère. La 037 reçoit également un système d'injection mécanique Bosch en lieu et place des carburateurs, complété par une injection d'eau.
Ces modifications sont validées au Tour de France où Adartico Vudafieri et Jean-Louis Clarr réalisent plusieurs temps scratch avant de connaître des problèmes d'allumage. À partir du RAC, ultime épreuve de la saison, les Lancia expriment leur potentiel face aux Audi quattro, Alén terminant quatrième du classement général à 10 minutes d'Hannu Mikkola et premier en groupe B (les Quattro et Opel Ascona évoluent encore en groupe 4).

### Champion du monde en 1983
Fin 1982, les problèmes de fiabilité du moteur, de la transmission et de tenue de route sont résolus : la maturité de la 037 coïncide avec le véritable démarrage du GrB en 1983. Les 037 de Walter Röhrl (ex-Opel) et Markku Alén terminent aux deux premières places du Monte-Carlo où l'absence de neige favorise la légèreté des Lancia, tandis que la transmission intégrale des Quattro ne leur est pas d'un grand secours. Le Portugal, troisième épreuve de la saison constitue un test décisif avec son revêtement en terre : les Audi Quattro tirent parti de leurs quatre roues motrices et Mikkola et Michèle Mouton réalisent un doublé devant Röhrl, Alén et Vudafieri. Lancia ne s'engage pas au Kenya où les Quattro, deuxième et troisième, marquent de précieux points au championnat du monde. Le Tour de Corse, sur asphalte, permet aux agiles et légères 037 de réaliser un triplé, Alén et Röhrl devançant la voiture semi-privée de Vudafieri.
Le Rallye de l'Acropole est le théâtre d'un doublé où Röhrl précède Alén : c'est la première victoire de la 037 sur un terrain plutôt dévolu aux transmissions intégrales. Röhrl remporte en suivant le Rallye de Nouvelle-Zélande où les trois Audi Quattro d'usine abandonnent : Lancia est alors en tête du championnat du monde constructeurs. En Argentine, Audi place quatre voitures aux quatre premières places (Mikkola, Stig Blomqvist, Michèle Mouton et Shekhar Mehta), tandis qu'Alén n'est que cinquième puis, aux 1000 lacs, où Lancia est absent, réalise un doublé (Mikkola-Blomqvist). Arithmétiquement, Audi est champion du monde mais seuls les huit meilleurs résultats sur les douze épreuves du championnat sont pris en compte. Lancia réussit un triplé au Rallye San Remo (Alén, Röhrl, Bettega) qui relance la course au titre. Bien que Mikkola termine second en Côte d'Ivoire, Lancia, en décomptant ses plus mauvais résultats (dont deux non-participations) remporte le Championnat du monde des rallyes avec 2 points d'avance sur Audi. Il s'agit du dernier titre d'une deux roues motrices en championnat du monde des rallyes.
En 2019, à l'occasion du rassemblement Américain de Pebble Beach et dans le cadre d'une vidéo, un journaliste Italien essaye sur route ouverte l'exemplaire vainqueur du Monte-Carlo en 1983.

### Évolution de la 037 en 1984
En 1984, Lancia engage une évolution de la 037 dès le rallye inaugural de Monte-Carlo. La cylindrée est portée à  2 111 cm3 avec suralimentation, la limite de classe étant de 2 142,8 cm3 (soit 3 litres en équivalence atmosphérique). Par rapport à la version originelle, des modifications sont apportées à la carrosserie pour répondre à la concurrence des Renault 5 Turbo, des nouvelles Audi Quattro ou encore des Peugeot 205 Turbo 16 qui font leurs débuts en compétition.
Bien que la 037 propulsion soit encore engagée, Lancia comprend que l'avenir est aux transmissions intégrales et Giorgio Pianta, responsable technique du département compétition, développe en prévision de la saison 1985, une version spéciale de la Lancia Trevi (une Beta à trois volumes) quatre roues motrices pour mener les premiers tests de développement de cette technologie inédite pour Lancia. Au niveau des pilotes, Walter Röhrl est passé à l'ennemi chez Audi et s'adjuge le Rallye de Monte Carlo pour la 4e fois (sur 4 voitures différentes) devant ses équipiers Blomqvist et Mikkola, aidé par l'enneigement des routes cette année-là. Les équipes Lancia-Martini et Jolly-Club, constituées de Miki Biasion, Markku Alén et Attilio Bettega, sont handicapées par leurs deux roues motrices, et ne peuvent que limiter les dégâts en terminant aux cinquième, sixième et huitième places. Et si Alén et Biasion réalisent un doublé lors du Tour de Corse, les 037 sont outrageusement dominées par les Audi Quattro tout au long de la saison. De plus, la Toyota Celica Turbo de Björn Waldegård remporte le Safari Rallye où Alén parvient à accrocher la quatrième place. Mais un nouveau rival montre son nez en fin de saison : Ari Vatanen, sur la Peugeot 205 Turbo 16 remporte les trois dernières épreuves (1000 lacs, San Remo et RAC). Lancia cède son titre de champion du monde à Audi (cinq victoires) et s'inquiète de la menace Peugeot qui a inscrit 74 points en seulement cinq engagements. Toyota semble aussi devenir une nouvelle écurie de pointe en rallye avec 62 points marqués.

### Fin de carrière en 1985/1986
Cesare Fiorio fait accélérer le développement de la Lancia intégrale, et la Delta S4 (S pour Suralimentée, 4 pour 4 roues motrices) est présentée en décembre (elle ne sera homologuée qu'en 1985, trop tardivement pour influer sur le Championnat du monde des rallyes 1985). Lancia limite donc son programme sur le championnat 1985 avec une 037 déjà à la peine en 1984. Elle ne supporte plus la comparaison face aux Audi Quattro Sport et Peugeot 205 Turbo 16, surtout face à la version Evolution 2 de cette dernière, engagée à partir du Tour de Corse, épreuve dramatique pour l'écurie italienne puisqu'Attilio Bettega y est victime d'un accident mortel en percutant un arbre dans la spéciale de Zérubia.
Peugeot remporte sept des onze épreuves du championnat du monde grâce à Ari Vatanen (3 victoires), Timo Salonen (4 victoires) et Bruno Saby. Même Audi ne peut résister à la suprématie de l'écurie française, Röhrl ne remportant que le San Remo au volant de la nouvelle Audi S1. La 037 fait de la figuration et ne peut que grappiller quelques places d'honneur en cas de faux pas de ses adversaires. Henri Toivonen se classe sixième du Monte-Carlo et troisième du San Remo, Miki Biasion termine second au Portugal (sur une voiture semi-officielle du Jolly club) et Markku Alén décroche une troisième place aux 1000 lacs.
Au championnat, Lancia perd encore une place, terminant au troisième rang derrière Audi tandis que Peugeot marque 142 points, plus du double de Lancia. Le revers est encore plus grand au niveau des pilotes puisque le meilleur de la marque, Henri Toivonen, ne pointe qu'au sixième rang. La fin de la saison est toutefois réconfortante pour Lancia puisque, pour sa première sortie officielle sur Delta S4 à l'occasion de l'ultime épreuve (Rallye de Grande-Bretagne), Toivonen et Alén réalisent un doublé alors qu'aucune Peugeot n'est à l'arrivée. La Delta S4 semble donc être le seul moyen pour Lancia de retrouver les sommets du championnat. Ce qui n'empêchera pas la vénérable 037 de faire une dernière apparition en championnat du monde dans l'écurie officielle Martini Racing, lors du très éprouvant Safari Rally 1986, où sa fiabilité est préférée à celle de la novatrice Delta S4. Participation qui se terminera par une honorable 3e place de Markku Alen dernière les 2 Toyota. La Rally 037 termine ainsi sa carrière internationale non sans avoir accumulé de nombreuses victoires dans les divers championnats européens et nationaux aux mains de pilotes célèbres ou en devenir, tels Bernard Darniche, Jean-Claude Andruet, Andrea Zanussi, Carlos Bica, Dario Cerrato ou Fabrizio Tabaton.

### Résultats complets en championnat du monde
(6 victoires)
| Saison | Equipe         | Pilotes             | 1   | 2   | 3   | 4   | 5   | 6   | 7   | 8   | 9   | 10  | 11  | 12  | 13  | Pos | Points |
| ------ | -------------- | ------------------- | --- | --- | --- | --- | --- | --- | --- | --- | --- | --- | --- | --- | --- | --- | ------ |
| 1982   | Martini Racing |                     | MON | SUE | POR | KEN | FRA | GRE | NZL | BRA | FIN | ITA | CIV | GBR |     | 9   | 25     |
| 1982   | Martini Racing | Markku Alén         |     |     |     |     | 9   | NF  |     |     | NF  | NF  |     | 4   |     | 9   | 25     |
| 1982   | Martini Racing | Attilio Bettega     |     |     |     |     | NF  |     |     |     |     |     |     |     |     | 9   | 25     |
| 1982   | Martini Racing | Adartico Vudafieri  |     |     |     |     |     | NF  |     |     |     |     | NF  |     |     | 9   | 25     |
| 1982   | Martini Racing | Fabrizio Tabaton    |     |     |     |     |     |     |     |     |     | NF  |     |     |     | 9   | 25     |
| 1983   | Martini Racing |                     | MON | SUE | POR | KEN | FRA | GRE | NZL | ARG | FIN | ITA | CIV | GBR |     | 1   | 118    |
| 1983   | Martini Racing | Walter Röhrl        | 1   |     | 3   |     | 2   | 1   | 1   |     |     | 2   |     |     |     | 1   | 118    |
| 1983   | Martini Racing | Markku Alén         | 2   |     | 4   |     | 1   | 2   |     | 5   | 3   | 1   |     |     |     | 1   | 118    |
| 1983   | Martini Racing | Jean-Claude Andruet | 8   |     |     |     | NF  |     |     |     |     |     |     |     |     | 1   | 118    |
| 1983   | Martini Racing | Attilio Bettega     |     |     |     |     | 4   | 5   | 3   |     |     | 3   |     |     |     | 1   | 118    |
| 1983   | Martini Racing | Adartico Vudafieri  |     |     | 5   |     |     |     |     | NF  |     |     |     |     |     | 1   | 118    |
| 1983   | Martini Racing | Francisco Mayorga   |     |     |     |     |     |     |     | NF  |     |     |     |     |     | 1   | 118    |
| 1983   | Martini Racing | Pentti Airikkala    |     |     |     |     |     |     |     |     | 5   |     |     |     |     | 1   | 118    |
| 1984   | Martini Racing |                     | MON | SUE | POR | KEN | FRA | GRE | NZL | ARG | FIN | ITA | CIV | GBR |     | 2   | 108    |
| 1984   | Martini Racing | Markku Alén         | 8   |     | 2   | 4   | 1   | 3   | 2   |     | 2   | NF  |     |     |     | 2   | 108    |
| 1984   | Martini Racing | Attilio Bettega     | 5   |     | 3   |     | 7   | 4   |     |     |     | 2   |     |     |     | 2   | 108    |
| 1984   | Martini Racing | Jean-Claude Andruet | NF  |     |     |     |     |     |     |     |     |     |     |     |     | 2   | 108    |
| 1984   | Martini Racing | Henri Toivonen      |     |     | NF  |     |     | NF  |     |     | 3   |     |     |     |     | 2   | 108    |
| 1985   | Martini Racing |                     | MON | SUE | POR | KEN | FRA | GRE | NZL | ARG | FIN | ITA | CIV | GBR |     | 3   | 70     |
| 1985   | Martini Racing | Henri Toivonen      | 6   |     |     |     |     |     |     |     | 4   | 3   |     |     |     | 3   | 70     |
| 1985   | Martini Racing | Markku Alén         |     |     |     | NF  | NF  |     |     |     | 3   | 4   |     |     |     | 3   | 70     |
| 1985   | Martini Racing | Attilio Bettega     |     |     |     | NF  | NF  |     |     |     |     |     |     |     |     | 3   | 70     |
| 1986   | Martini Lancia |                     | MON | SUE | POR | KEN | FRA | GRE | NZL | ARG | FIN | CIV | ITA | GBR | USA | 2   | 122    |
| 1986   | Martini Lancia | Markku Alén         |     |     |     | 3   |     |     |     |     |     |     |     |     |     | 2   | 122    |
| 1986   | Martini Lancia | Miki Biasion        |     |     |     | NF  |     |     |     |     |     |     |     |     |     | 2   | 122    |
| 1986   | Martini Lancia | Greg Criticos       |     |     |     | 9   |     |     |     |     |     |     |     |     |     | 2   | 122    |
| 1986   | Martini Lancia | Johnny Hellier      |     |     |     | 10  |     |     |     |     |     |     |     |     |     | 2   | 122    |
| 1986   | Martini Lancia | Vic Preston Jr.     |     |     |     | NF  |     |     |     |     |     |     |     |     |     | 2   | 122    |

Notes:

- La Lancia Rally 037 est utilisée au Safari Rally 1986 à la place de la Delta S4.

## Résultats en championnat d'Europe (>40)
- Champion 1983: Miki Biasion (Costa Brava 1983 et 1985, RACE Espagne 1983 et 1985, Costa Smeralda 1983, 4 Régioni 1983, Madère 1983, Halkidiki 1983 et 1985, Saint-Marin 1983);
- Champion 1984: Carlo Capone (Laine 1983, Spa 1984, RACE d'Espagne 1984, Sliven 1984, Halkidiki 1984, Antibes 1984);
- Champion 1985: Dario Cerrato (Costa Smeralda 1985, Sliven 1985, Isola d'Elba 1985, Targa Florio 1985);
- Autres victoires: Saint Marin 1982, Halkidiki 1983 (Tonino Tognana); Aoste 1982, Piancavallo 1985, Catalogne 1985 (Fabrizio Tabaton); Catalogne 1983, 4 Regioni 1984, Laine 1984, Piancavallo 1984, Saint Marin 1984  (Adartico Vudafieri); Madère 1985, Asturies 1985, RACE d'Espagne 1986, Gérone 1986 (Salvador Servià); Haspengouw 1985, Lucien Bianchi 1985, Valais 1985, Condroz 1985, Bohème 1986, Chypre 1986 (Patrick Snijers);
- Champion "Historic" (catégorie 4): 2012 et 2013 Pedro (SanRemo, Mecsek, Elba, Costa Brava (2), Acropole, Saint Marin, Alpi Orientali);

### Autres résultats en championnats nationaux
- Championnat d'Italie des rallyes (6): champion 1982 Tonino Tognana (saison aussi en partie sur Ferrari 308 GTB), 1983 Miki Biasion, 1984 Adartico Vudafieri, 1985 Dario Cerrato et Fabrizio Tabaton, puis 1987 Michele Rayneri;
- Championnat d'Espagne des rallyes (2): champion 1985 et 1986 Salvador Servià;
- Championnat de Belgique des rallyes: champion  1985 Patrick Snijers;
- Championnat de Suisse des rallyes: champion 1986 Jean-Pierre Balmer.

## Version série
La Lancia Rally 037, pour pouvoir participer aux courses en Groupe B, a dû être fabriquée en petite série. Le règlement impose un minimum de 200 exemplaires.
Elle porte le code VIN Lancia : ZLA 151 AR0*
La version routière nécessaire à l'homologation comportait les numéros de série progressifs de 000001 à 000222, soit 222 exemplaires y compris les prototypes de mise au point ; les versions course, EVO I : de 000301 à 000320, et EVO II de 000401 à 000420, soit 40 exemplaires.

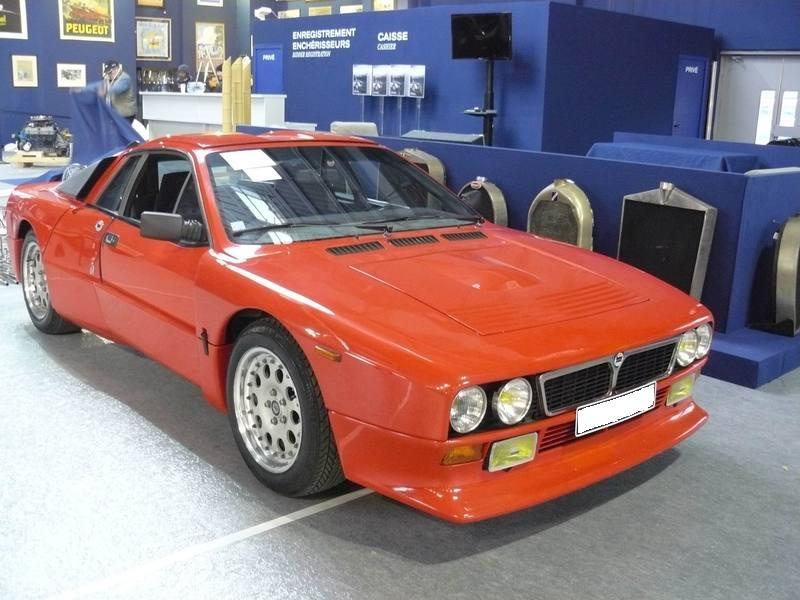
Une version "Stradale" de 1985
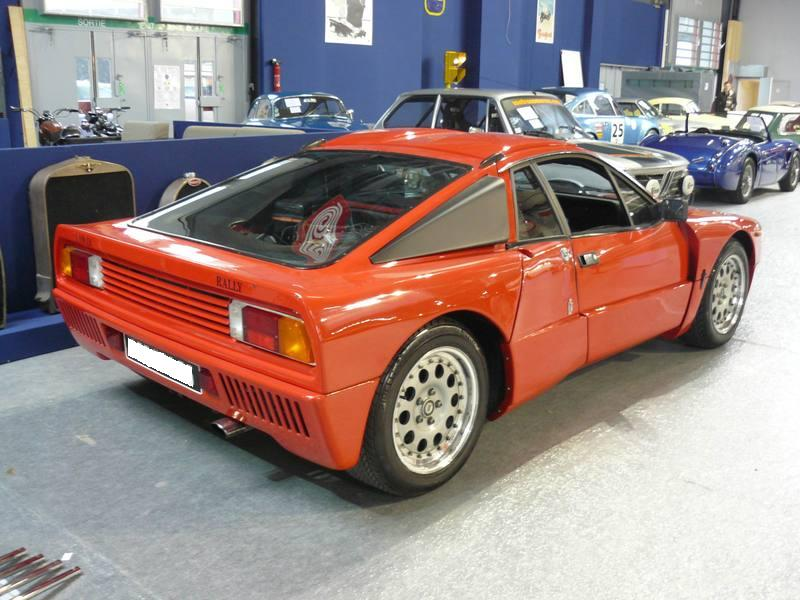
Une version "Stradale" de 1985
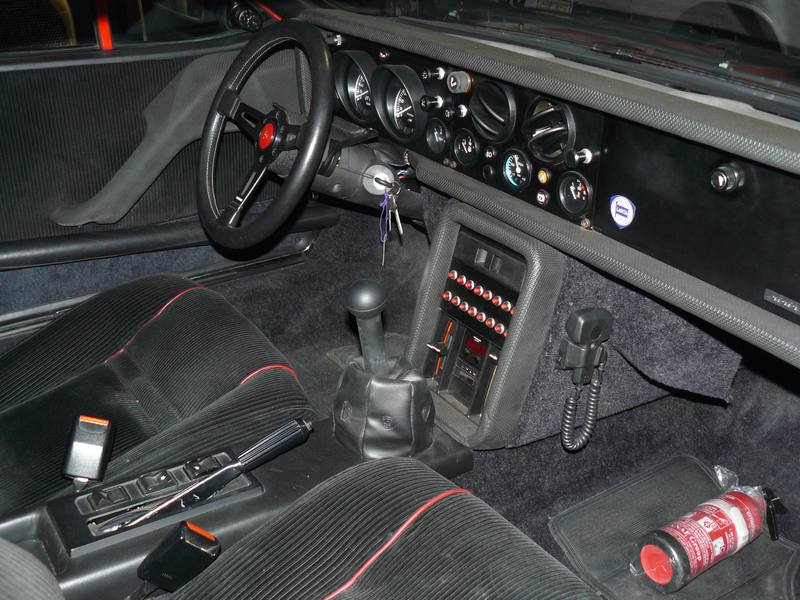
L'habitacle d'une version "Stradale" de 1985
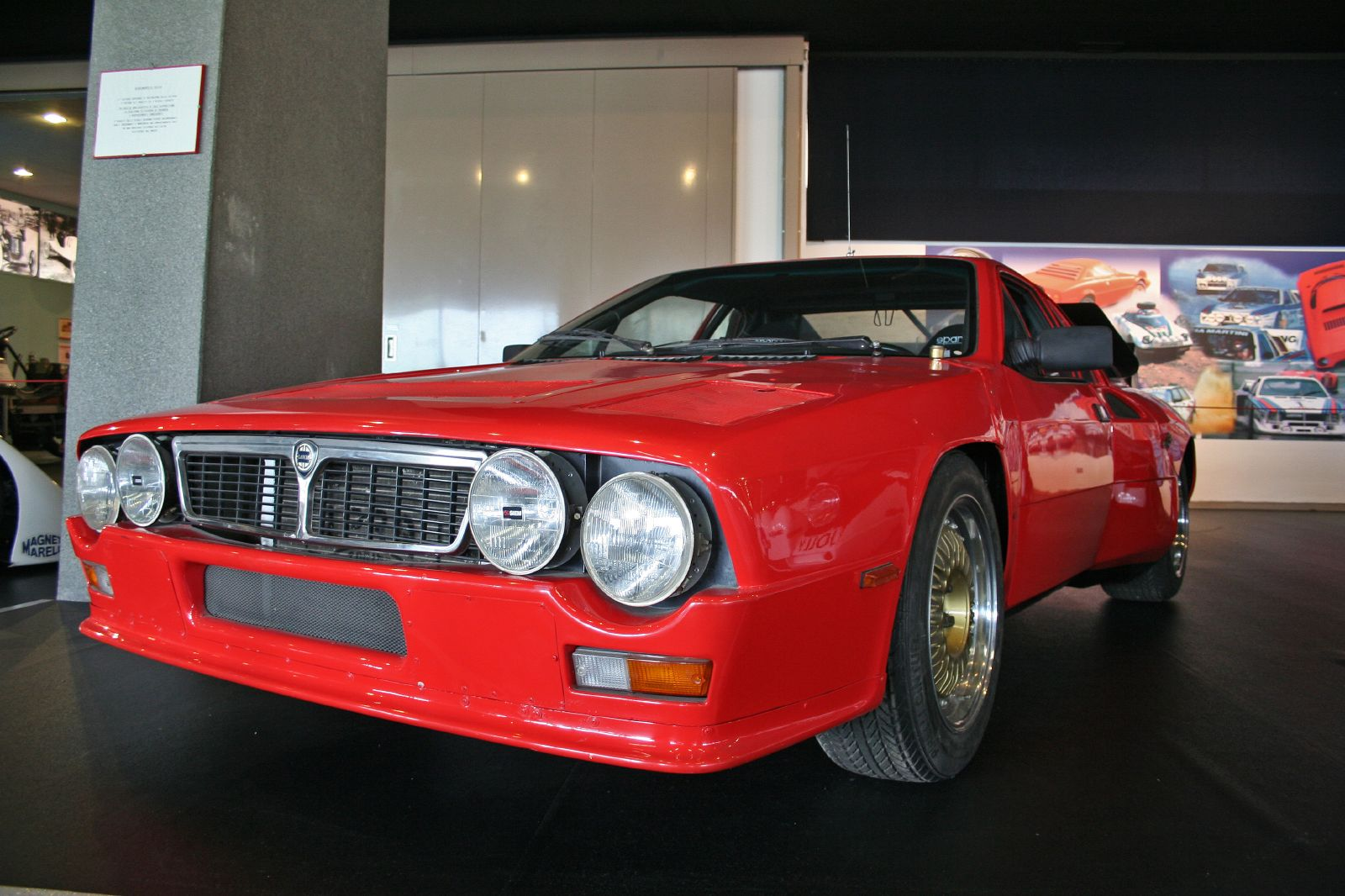
Le prototype Lancia-Abarth SE 037 de 1980 à l'origine de la 037
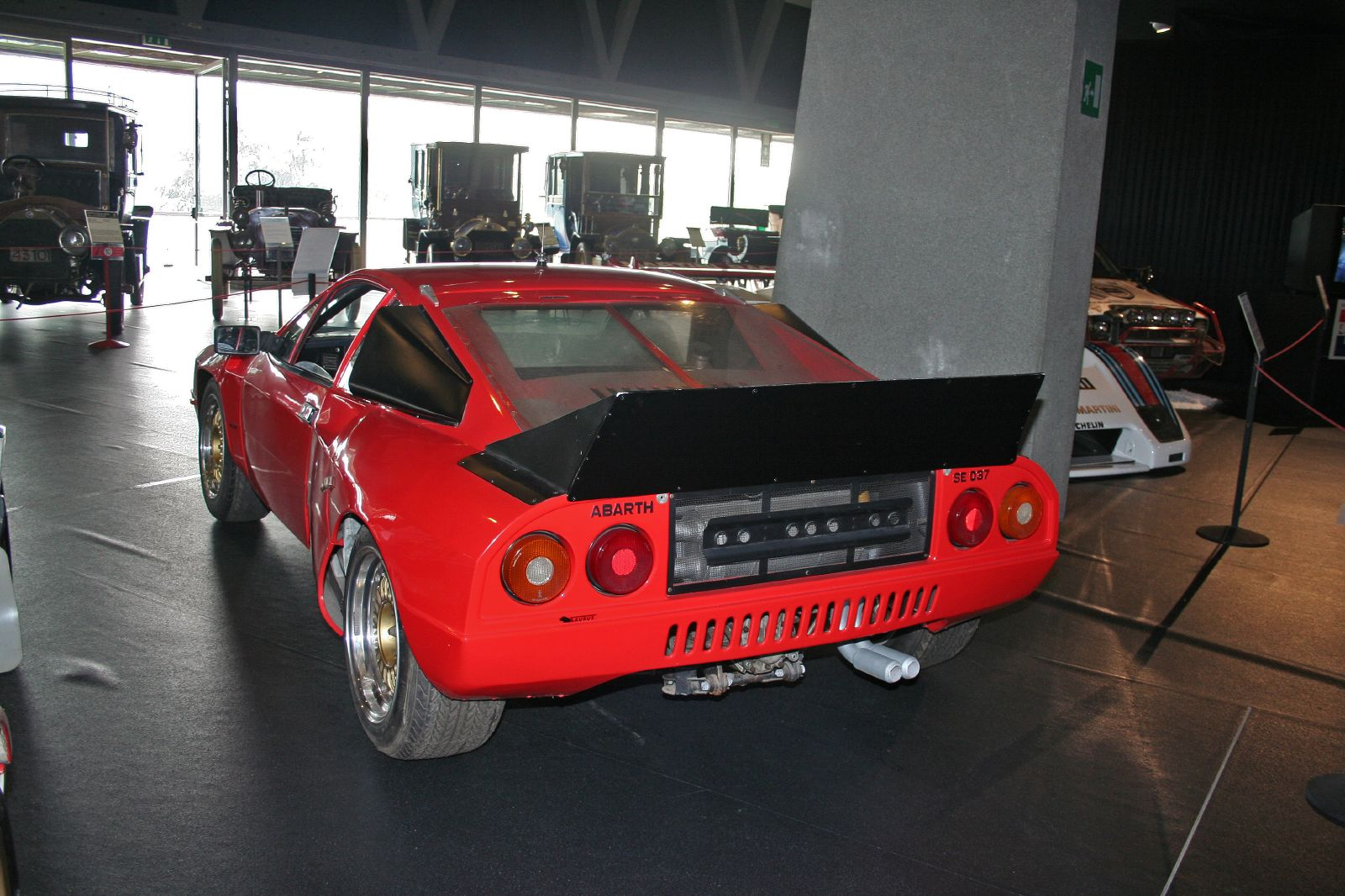
Vue arrière du prototype Lancia-Abarth SE 037

## Livres
- Piergiorgio Pelassa, 037 Ultimo Mito, (1992).